# ユネスコ国際教育局
ユネスコ国際教育局（英: International Bureau of Education、IBE-UNESCO）は、 ユネスコの教育業務に含まれる主にカリキュラムおよび関連事項の専門機関であり、またユネスコのカテゴリー1に属する機関。第36回ユネスコ総会での決定により、より高い効果とより鋭い焦点を確保するために、IBEはカリキュラム、学習、 指導、および評価に関連する範囲を業務内容として定義された。また、IBEは、 教育2030アジェンダの枠組みの中で、公平、包括的、質の高い教育の提供を促進するために、すべてのユネスコ加盟国に合わせた技術サポートと専門知識を提供している。 
IBEが現在委任し、プログラムを行なっている分野は、ユネスコ加盟国が「すべての人々に包摂的かつ公平な質の高い教育を保証し、生涯学習の機会を促進する」ことを約束する教育2030アジェンダと目標4: 持続可能な開発目標 （SDG4）を目指す上で、重要で関連性のあるものである。 従って、IBEは、SDG4の最善の達成に向けた加盟国の取り組みを支援するために戦略的に位置付けられている機関であり、また、公平かつ開発に関連する質の高い教育と生涯学習の機会の提供と援助により、他の16のSDGsの実現を支援する機関でもある。 

## 背景

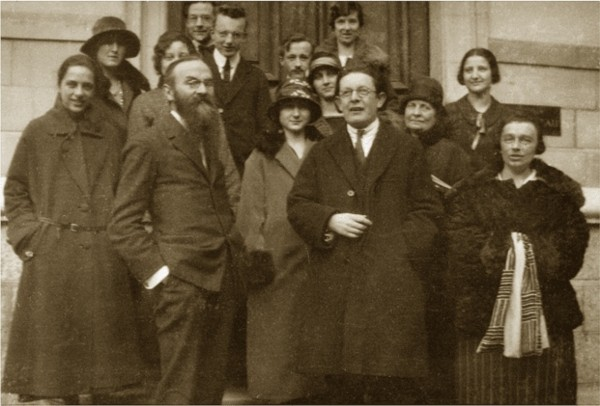
1925年、ジュネーブのルソー研究所の前でピエール・ボヴェ（左）とジャン・ピアジェ

IBEは、エドゥアール・クラパレード（Edouard Claparède)、 アドルフ・フェリエール (Adolphe Ferrière)、 ピエールボヴェ (Pierre Bovet) を含むジュネーブの著名な心理学者および教育者によって1925年に設立された民間組織で、ボヴェが1925年から1929年までIBEの局長を務めた。 当初、IBEは、公立および私立の教育と科学研究に焦点を当てた小さな非政府組織であった。 この期間、アルベルト・アインシュタインを含む、著名な学者、教育者、思想家で構成される外部のイニシアチブ委員会がIBEを支援していた。  そして、1929年、教育分野に特化した世界初の政府間組織になり、同年、心理学者として世界的に有名なジャン・ピアジェが組織の局長に任命された。 ピアジェは1967年までディレクターを務めた。  

### 囚人/捕虜への知的支援のサービス（SIAP）

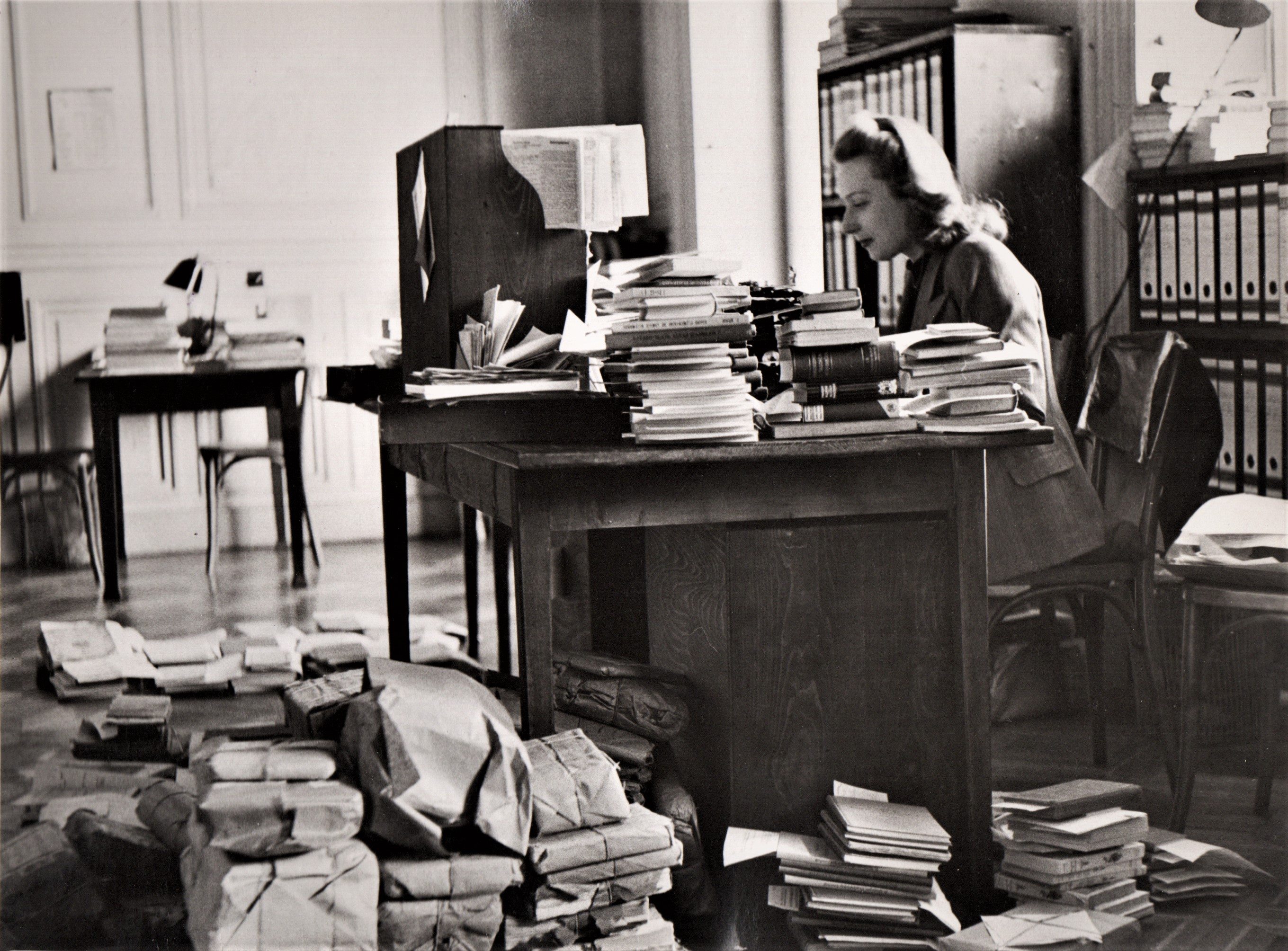
IBEのSIAPプロジェクトの一環として、第二次世界大戦中に囚人に送る本と小包の準備

1939年、IBEは捕虜の扱いに関する条約第39条に基づき、囚人への知的支援サービス（SIAP）を提供。 SIAPは、 第二次世界大戦であった当時、本の贈呈を通して、囚人に知的サービスを提供することを目的として開始された。このプロジェクトに情報提供した 赤十字国際委員会 （ICRC）が協力したことにより、SIAPは急速に規模が拡大し、終戦までにIBEは50万冊以上の本を囚人に提供した。 また、SIAPはいわゆる「抑留/収容されている人用の大学」と捕虜収容所での研究グループも組織化。 このサービスは当初、 スイス連邦評議会によって資金提供されていたが、需要の増加には他の資金調達の代替手段を探す必要があったため、プロジェクトの資金を調達するために、IBEは1940年に郵便切手を発行し、販売。 

### ユネスコとの関係と統合
IBEは、 設立から44年間は独立した組織である。 1945年にユネスコが創設された当時、IBEは教育プログラムの開発を支援しており、創設されたばかりの国連機関との多くの協力関係を確立した。 1952年までには、IBEとユネスコの間の協力関係を確立するための合同委員会を設立し、公教育に関する国際会議を共同で開催し始めた。 20年間の協力の後、IBEをユネスコと統合する契約が署名された。 1969年、IBEはユネスコに参加。ただし、知的および機能的な自律性はIBEにより維持される。 IBEはユネスコのカテゴリ1に属する組織の中で最も古い組織である。 

## 開発の主な分野
もともと、IBEは教育のあらゆる側面に関するサポートと研究を提供するために開発されたが、徐々に専門的に。 2014年以降、局長Mmantsetsa Marope博士の指示の下、IBEの主なイニシアチブを、特に開発のための教育を促進するという文脈で、IBEの開発する質の高いカリキュラムを世界標準のものとして設定。 他の重点分野には、学習に関する神経科学とテクノロジーの時代に生きる上で必要とされる能力等が含まれる。 
IBEは、主にIBEの3つの主な重点分野であるカリキュラム、学習、評価に含まれる6つのプログラムを動かしている。 これらの6つのプログラムは第一にイノベーションとリーダーシップ、第二に現在人間が直面している問題と重要課題、第三に知識の創造と管理、第四に品質と開発の関連性の体系的な強化、第五にグローバル対話に必要なリーダーシップ、そして、最後に制度的および組織的開発。 

## 教育に関する国際会議（ICE）

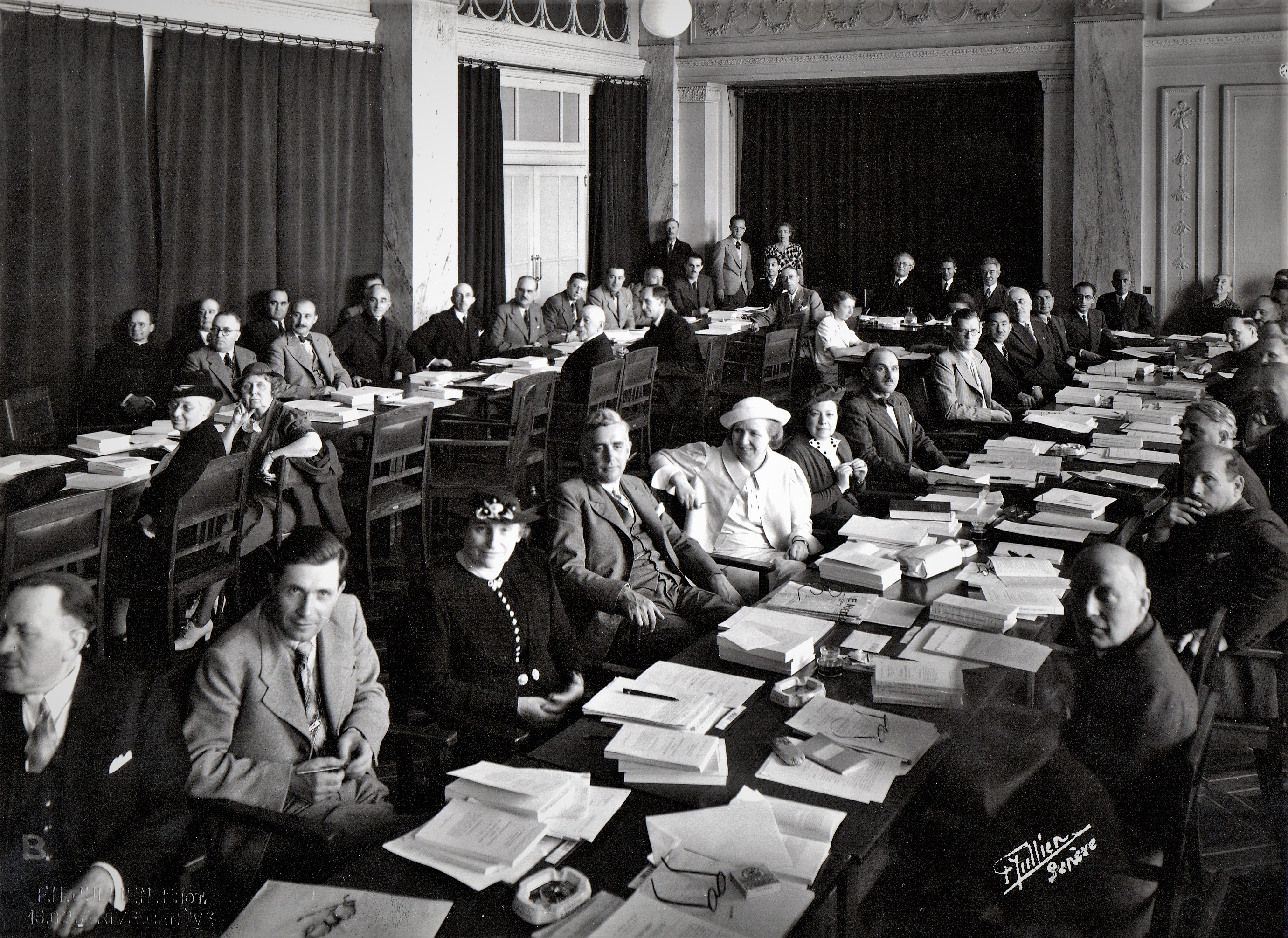
1938年の第7回公教育に関する国際会議。 IBEは1934-2008年にICEを組織しました。

1934年から2008年まで、毎年IBEは公教育に関する国際会議を開催した（後に国際教育会議として知られる）。  ジャン・ピアジェとペドロ・ロッセロ副局長は、教育分野の研究者や実務家と教育大臣を結びつける交流の場を設けるために会議を行った。 インクルーシブ教育、質の高い教育、教員/指導者の強化などのテーマで合計48のセッションが行われた。 

## IBE発行誌　Prospects
1970年以来、IBEは、文化、開発、経済学、倫理、性別、包摂、政治、社会学、持続可能性、教育の分野に関わるカリキュラム、学習、および評価に焦点を当てた学術的比較ジャーナルProspectsを編集している。 Springer Netherlandsが発行しており、英語、アラビア語、および中国語で閲覧可能。 

## IBE図書館

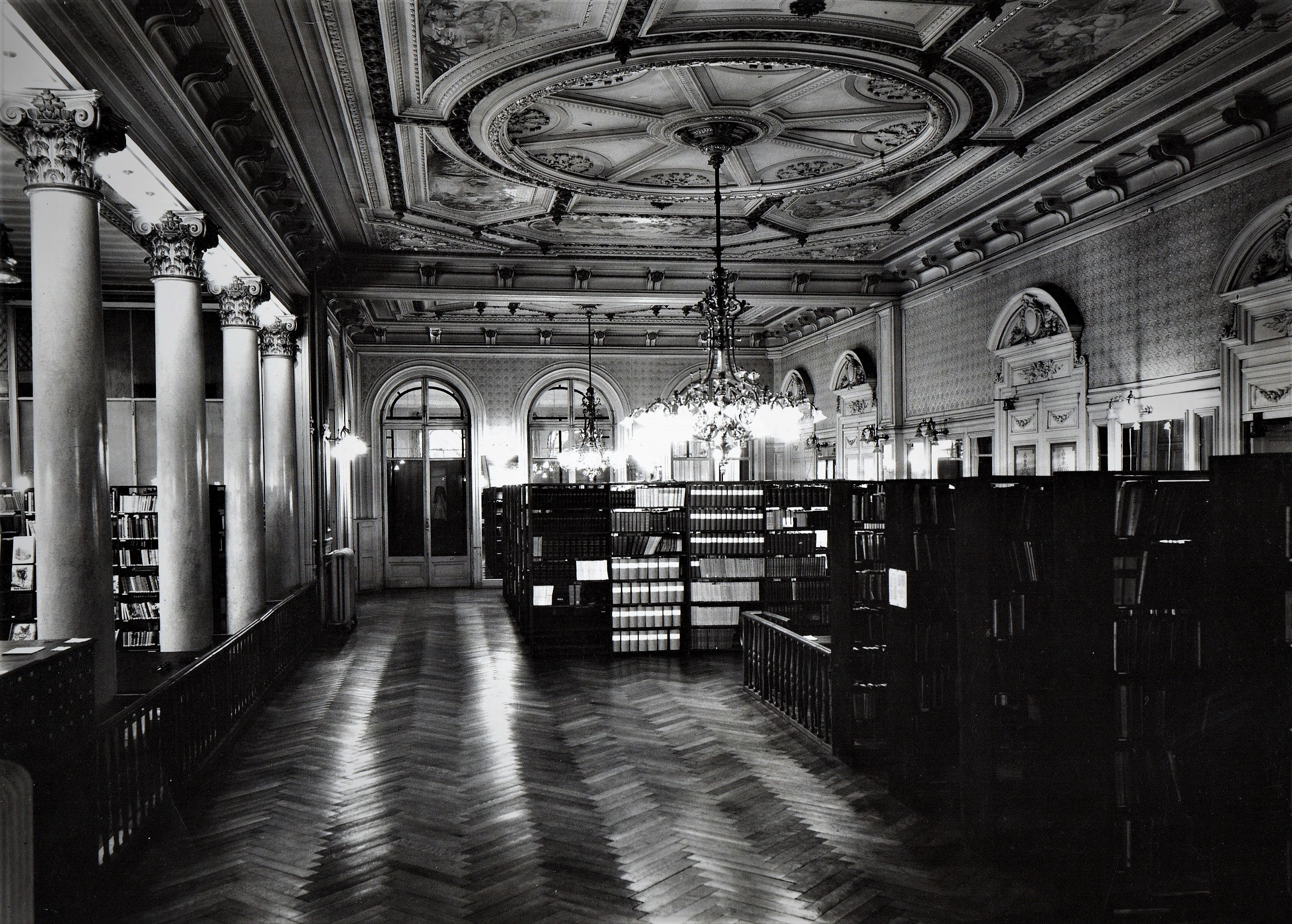
1937年、パレ・ウィルソンのIBE図書館

IBE図書館は、IBEが教育雑誌を1930年代後半に旧国際連盟の図書館に移し始めたときに開始された。もともとマレシェ通りに位置し、ジュネーブの歴史的なパレ・ウィルソンの建物の一角にも存在していた。 IBE図書館の注目すべきコレクションには、世界で使われている歴史に残る教科書やIBE 歴史的アーカイブ 1925-1969がある。 IBE 図書館（IBE-UNESCO Documentation Centreとしても知られている）は、教育者、心理学者、研究者に90年もの間、サービスを提供してきた。  

### IBE歴史的教科書のコレクション
IBE歴史的教科書のコレクションは、18世紀初頭から集められ、140以上の国から100以上の言語で書かれた20,000以上の初等および中等教育の教科書とアトラスで構成されている。 コレクションの中には、次のような現在では希少な言語で書かれた教科書も保管されている - グアラニー語、ルヴァレ語、 マオリ 、およびゲール語(アイルランド) 。 

### IBE 歴史的アーカイブ1925-1969
IBE Historical Archives 1925-1969は、20世紀初頭から1960年代の現代的で創造的な学習方法への教育の進化をたどるユニークなコレクションです。 この中には、ピエール・ボヴェやアドルフ・フェリエールなどの有名なスイスの教育者が所有していた写真、手紙、原稿、メモなども含まれています。 具体的には、アーカイブは、IBEの創設者の多くが不可欠な貢献者であった新教育運動の発展と進化を内省的に示しています。 

## その他
- ルソー研究所

## 参照資料
1. 1 2  Avanzini, Guy; Darcy de Oliviera, Rosiska; Egger, Eugen; Roller, Samuel; Stock, Rodney; Suchodolski, Bogdan (1979). The International Bureau of Education in the service of educational development. UNESCO. pp. 51, 80. ISBN 978-92-3-101733-9
2. 1 2 3  “UNESCO International Bureau of Education. Bureau international d'éducation. Oficina Internacional de Educacion. IBE. BIE. OIE. | UNESCO.org : History”.   Ibe.unesco.org. 2014年8月12日閲覧。
3. ↑  “Historical note by Pedro Rossello”. 2011年2月28日閲覧。
4. ↑  “International Bureau of Education: Lead innovation in curriculum and learning”. International Bureau of Education (2015年5月10日). 2017年10月17日閲覧。
5. ↑  UNESCO-IBE (2017). Report of the Director of the International Bureau of Education to the 67th Session of the Council: Implementation of Activities for 2017. UNESCO-IBE. pp. 3
6. ↑  IBE (2010年7月23日). “The International Conference on Education”. International Bureau of Education. 2017年10月17日閲覧。
7. ↑  “Springer Link: Prospects”. Springer Link. 2018年2月15日閲覧。
8. 1 2 3  IBE (2015). IBE In Focus: 90 years of excellence in education. UNESCO. pp. 34, 39